# Adcox Special
El Adcox Special fue un biplano de cabina abierta, con capacidad para dos ocupantes, construido por los estudiantes de la Escuela Comercial de Aviación Adcox en 1929, con un motor Kinner K-5 de 100 HP, equivalentes a unos 75 kW.
Aunque sólo fue construido uno, su diseño formó la base para la construcción de la aeronave Adcox Student Prince que fue producida en pequeñas cantidades durante ese año.